# Антоній (Ангелович)
Антоній Ангело́вич (Антін Ангеллович, пол. Antoni Angełłowicz (Angelowicz); 14 квітня 1756 (в деяких джерелах 7 (13) квітня 1757), Гринів — 9 серпня 1814, Львів) — руський релігійний, освітній і політичний діяч, ректор Львівського університету (1796—1797). Єпископ Української греко-католицької церкви; з 25 вересня 1808 року 1-й греко-католицький Митрополит Галицький. Старший брат правника, доктора Андрія Ангеловича.

## Життєпис

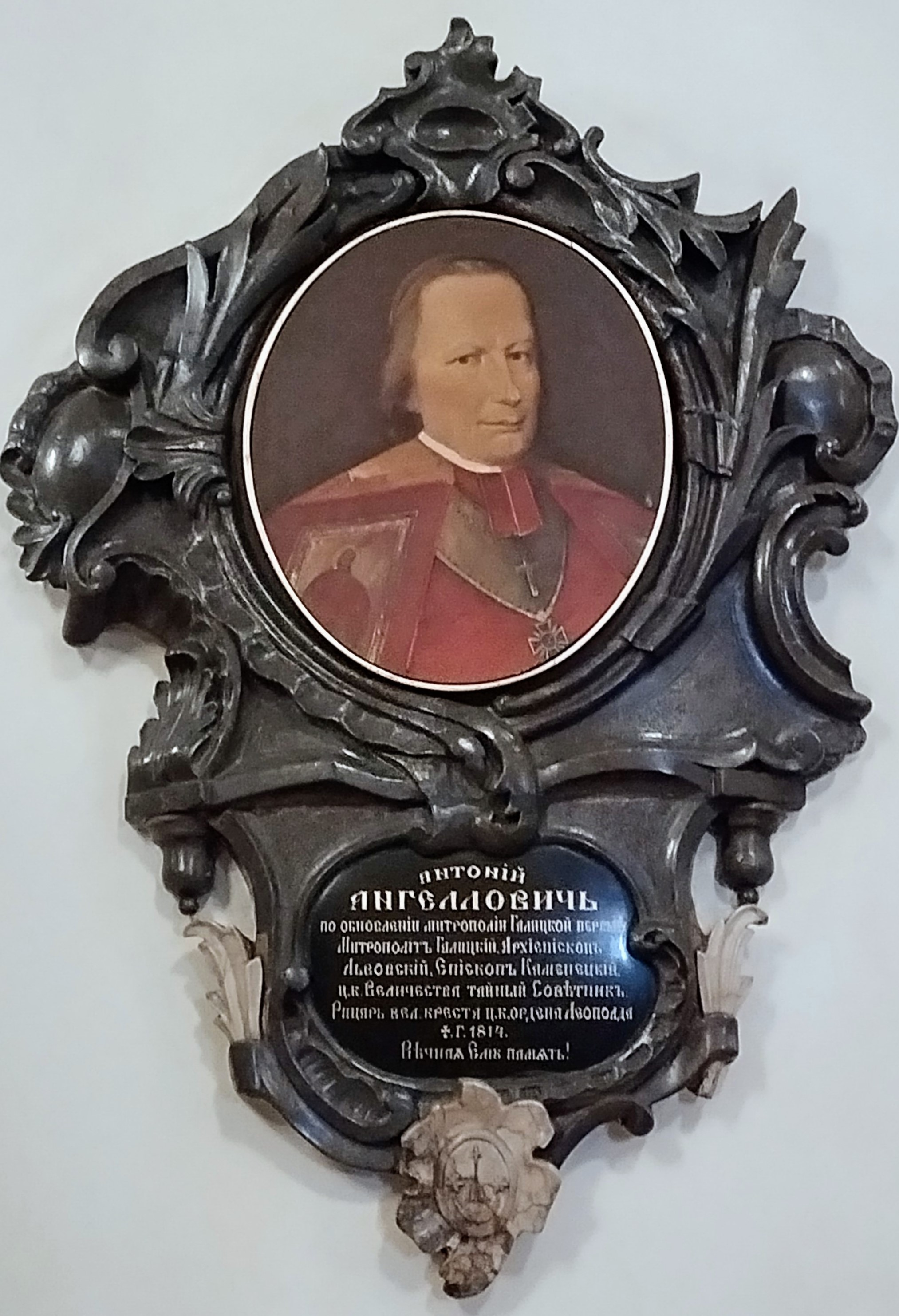
Мармуровий медальон із портретом Антонія (Ангеловича) на пілоні в інтер'єрі Собору Святого Юра у Львові

Народився в селі Гринів у сім'ї священника Руської унійної церкви.
Спочатку як шляхтич навчався у Львівському єзуїтському колегіумі. За рекомендацією єпископа Льва Шептицького посланий 1776 року на навчання до започаткованої Марією-Терезією в 1775 р. духовної семінарії для греко-католиків «Барбареум» у Відні, яку закінчив 1780. 1781 року здобув, як перший русин з Галичини, ступінь доктора теології (богослов'я) у Віденському універистеті. Вільно володів німецькою, французькою, латинською мовами [Архівовано 17 січня 2021 у Wayback Machine.] Висвячений на священника у 1782 році (за іншими даними — 2 квітня 1783). Від 1783 року — канонік, перший ректор новозаснованої Греко-католицької генеральної семінарії у Львові (1783, 1787–1796), професор догматики Львівського університету (1784–1787), ректор університету (1796—1797).
Від 1796 — єпископ Перемиський, Самбірський і Сяноцький, 1798 — адміністратор Львівський, від 1804 — адміністратор Холмський. Проявив себе як палкий патріот Австрійської Вітчизни у справах ліквідації монастирських власностей за цісаря Йосифа II, активний противник Французької революції та ідеї відновлення Речі Посполитої. Відомий своїми проавстрійськими пастирськими листами 1796, 1798, 1805 та 1809 рр., антинаполеонівськими памфлетами «Хто є наступальною стороною: Австрія чи Франція?» (1805), «Спостереження австрійського патріота з приводу деяких статей у закордонних газетах» (1809)., 29 травня 1809 р., після зайняття Львова військами союзного щодо Франції Варшавського герцогства, відмовився урочисто вітати генерала Александра Рожнецького, а згодом і скласти присягу на вірність імператорові французів Наполеону (якого уважав Антихристом), таємно утік зі Львова та був затриманий поляками й інтернований у Стрию. Звільнений після відступу польських військ в кінці червня 1809 року.
Вадим Ададуров типологізує політичні погляди Ангеловича як консервативно-християнські, на основі аналізу його текстів показує становий характер його свідомості та осуд з його боку модерних ідей нації та громадянського суспільства. Ангелович зарекомендував себе як лідер австро-русинської політичної течії, яка була аналогом малоросійства у підросійській частині України. В 1806 р. був номінований цісарем Францем I (з яким листувався німецькою мовою) на митрополита Галицького, роль Ангеловича у цьому призначенні була підрядною і звелася до надання довідок австрійському урядові, який протягом майже 1,5 роки домагався від Святого Апостольського Престолу потвердження: буллу In Ecclesiae Regimine було видано 23 лютого 1808 р. після зайняття Риму військами Наполеона, що спонукало папу Пія VII погодитися на небажаний крок спочатку більшістю кардиналів, зокрема впливовим Лоренцо Літта — колишнім нунцієм у Варшаві та Санкт-Петербурзі, — створення нової церковної провінції. Разом з Михайлом Гарасевичем домігся відновлення в 1808 році Галицької митрополії. Від 1808 року — митрополит Галицький. Був ініціатором заснування греко-католицьких парафій на Буковині — у Чернівцях, Сучаві та інших містах. На території «Тернопільського краю» створив окрему консисторію з підпорядкуванням Львівській митрополії (проіснувала від 21 серпня 1810 до 21 жовтня 1811 року).
За відданість Австрії нагороджений Великим хрестом ордена Леопольда. Свою бібліотеку з 8 тисяч томів передав у дар митрополичій капітулі у Львові.
За його сприяння у 1812 році розпочала роботу Ангелівська доменна піч.
Хворів подагрою та їздив на води в Угорщину. Помер від скарлатини. По його смерті цісар залишив матері призначену йому річну пенсію 400 флоринів. Був похований на Городецькому цвинтарі Львова. У 1863 році могили не змогли знайти.

## Вшанування пам'яті
4 квітня 2006 у Львівській науковій бібліотеці ім. В.Стефаника НАН України відкрили виставку з нагоди 250-річчя з Дня народження першого Митрополита відродженої Галицької митрополії — Антіна Ангеловича. До експозиції увійшли пастирські листи, єдині в Україні стародруки про його шлях, видані у часи життя Митрополита, газетні некрологи.